# Nápravníkovo stavení
Nápravníkovo stavení je poslední dochované původní stavení humpolecké čtvrtě Zichpil. Nachází se v ulici Zichpil, naproti tolerančnímu kostelíku, a tvoří součást skanzenu Zichpil. Od roku 2010 je chráněn jako kulturní památka České republiky.

## Historie
Přesná doba výstavby Nápravníkova stavení není známa. V roce 1785 došlo na Zichpilu k vystavění tolerančního kostelík a to vyvolalo vlnu zástavby ve čtvrti. Patrně někdy v této době vzniklo i toto stavení. Díky dendrologickému rozboru vzorků ze střechy lze vznik zařadit přibližně do let 1793–1794. Od 60. let 20. století docházelo k postupné demolici jednotlivých objektů jak ve čtvrti Zichpil, tak i v sousedním Židovském městě (tady hlavně od 80. let). V polovině 90. let po úmrtí poslední majitelky z rodiny Nápravníků byl dům kvůli dědickým řízením a dědickým sporům opuštěn a po útocích vandalů rychle chátral. Město Humpolec jej sice nechalo obehnat plotem, ale ani to nepomohlo. Do stavení začalo zatékat, v zimě 2005/06 pod vahou sněhu praskla jedna z krokví a došlo k částečnému propadnutí střechy. Tím se voda dostávala i do roubené části stavení, které bylo napadeno hnilobou a na některých místech i dřevomorkou. Domu tak hrozil osud okolních stavení. V roce 2009 jej v poslední chvíli zakoupilo město Humpolec, převedlo do správy společnosti Castrum o.p.s., které se okamžitě pustilo do rekonstrukce. Opravený objekt se pak v červenci 2012 dočkal zpřístupnění veřejnosti v rámci skanzenu Zichpil.

## Popis
Od začátku se jedná o poloroubený přízemní domek, který se skládá z větší obytné části a podstatně menší hospodářské části. Obytnou část zprvu tvořila jedna velká místnost s chlebovou pecí, po úpravách v roce 1840 rozdělené na menší místnost (sloužila k přespání) a větší místnost, kde se odbýval každodenní život. Během těchto úprav zanikla chlebová pec, kterou v rozích obou místností nahradila kamna. Do místnosti se vstupuje z předsíně s kamennou podlahou. Podlaha v obou místnostech bývala nejprve hliněná, po přestavbě je dřevěná. Na předsíň navazuje chodbička, která umožňovala přístup k černé kuchyni a ke kadibudce. Ze síně také vedou dřevěné schody do patra, sloužící jako hospodářské zázemí (půda), a kamenné schody dolů do sklípku. Střecha je sedlová, na jižní straně přecházející do polovalby. Krytinu dnes představují šindele, v minulosti je ještě překrývalo několik vrstev lepenky.